# Rinteln-Stadthagener Verkehrs GmbH

Die einzige Lokomotive der RStV, 150 006, am 25. November 2006 in Celle

Die Rinteln-Stadthagener Verkehrs-GmbH (RStV) ist Eigentümer der Bahnstrecke Rinteln–Stadthagen, die bis 1995 der am 16. Juli 1898 gegründeten Rinteln-Stadthagener Eisenbahn (RStE) gehörte.
Gesellschafter der RStV sind:
- der Landkreis Schaumburg (50 %),
- die Stadt Rinteln (25 %),
- die Stadt Stadthagen (15,5 %) und
- die Stadt Obernkirchen (9,5 %).[1]

## Geschichte
Die RStE veräußerte 1994 den Bahnbetrieb und wandte sich dem Immobiliengeschäft zu. Für den der Bahn verbliebenen Güterverkehr wurde am 1. Januar 1995 die Rinteln-Stadthagener Verkehrs-GmbH in Obernkirchen gegründet. Fast drei Viertel des Kapitals brachten die Osthannoverschen Eisenbahnen AG auf, die seither Betriebsführer waren. Aber auch der Landkreis Schaumburg und anliegende Städte beteiligten sich an der neuen Gesellschaft. Diese erbrachte Güterverkehrsleistungen auf eigener Schieneninfrastruktur mit einem Volumen von 70.000 Tonnen jährlich. Außerdem wurde die 1.500 PS starke Diesellok der RStV, eine MaK G 1206, im Auftrag von Railion auf dem Netz der DB eingesetzt.
Seit 2006 wurde fast ausschließlich Holz in den Bahnhöfen Rinteln Nord, Nienstädt und Stadthagen West verladen. Der Steinverkehr kam fast völlig zum Erliegen. Zum 30. Juni 2007 wurde der RStV-Geschäftsbetrieb weitgehend eingestellt und die OHE gab ihre Anteile am Unternehmen an Landkreis und Kommunen ab. Der letzte Güterzug in Eigenregie verkehrte am 19. Juni 2007. An diesem Tag wurde ein Holzzug für die Firma Heggenstaller in Uelzen abgeholt. Die Beförderung erfolgte durch die OHE-Lok 120072. Die RStV änderte ihren im Handelsregister definierten Unternehmensgegenstand in die „Verpachtung oder die Vermietung der Schienenstrecke Rinteln–Stadthagen zuzüglich aller betriebsnotwendigen Anlagen an ein Eisenbahninfrastruktur- oder Verkehrsunternehmen“.
Ab 2010 pachtete die Bückebergbahn Rinteln-Stadthagen GmbH die Strecke und beauftragte die Rhein-Sieg-Eisenbahn mit der Betriebsführung. Die Strecke wurde von Museums- und Ausflugszügen der Dampfeisenbahn Weserbergland und der Dampfzug-Betriebsgemeinschaft Hildesheim sowie vereinzelten Güterzügen genutzt. Im Oktober 2023 gab die Bückebergbahn bekannt, dass sie den Pachtvertrag mit der RStV zum 1. Mai 2024 gekündigt habe, da anstehende Kosten von ca. vier Millionen Euro für notwendige Sanierungsarbeiten nicht aufzubringen waren.